# Långtjärnen (Vilhelmina socken, Lappland, 720601-149330)
Långtjärnen är en sjö i Vilhelmina kommun i Lappland och ingår i Ångermanälvens huvudavrinningsområde. Långtjärnen ligger i Njakafjäll Natura 2000-område.